# Pendraig
Pendraig („vrchní drak“ - z velštiny) byl rod malého dravého (teropodního) dinosaura, který žil v období pozdního triasu (geologický stupeň nor až rhét, asi před 215 až 201 miliony let) na území dnešní Velké Británie (Jižní Wales).

## Historie
Fosilie tohoto malého dravého dinosaura byly objeveny již roku 1952 v lomu Pant-y-ffynnon. Následně se ztratily v rozsáhlých sbírkách Přírodovědeckého muzea v Londýně a byly znovuobjeveny britskými paleontoložkami Susannah Maidmentovou a Angelou Milnerovou, smíchané spolu s fosiliemi krokodýlovitých plazů. Zkameněliny byly předtím označeny jako blíže neidentifikovatelný "célurosaur", případně jako zástupce dnes již neplatného rodu Syntarsus (dnes Megapnosaurus nebo Coelophysis). Formálně byl nový teropod popsán v říjnu roku 2021. Rodové jméno odkazuje k velšskému původu fosilie, druhové je poctou již zmíněné paleontoložce Angele Milnerové (1947-2021), která zemřela několik měsíců před publikací tohoto taxonu.

## Popis a zařazení
Pendraig byl velmi malý teropod o délce asi 1 metru. Jednalo se o archaický a vývojově primitivní druh teropoda, spadajícího do nadčeledi Coelophysoidea (nikoliv ale do čeledi Coelophysidae). Blízce příbuznými rody byly Lucianovenator a Powellvenator.
Ve stejných ekosystémech se vyskytovali hojní krokodýlovití plazi a například také menší sauropodomorfní dinosaurus druhu Pantydraco caducus.